# 1900-as magyar vívóbajnokság
Az 1900-as magyar vívóbajnokság az első magyar bajnokság volt. A bajnokságot a Magyar Atlétikai Szövetség írta ki. Ekkor még csak férfi tőrvívásban és kardvívásban rendeztek bajnokságot. A bajnokságot április 28. és 29. között rendezték meg Budapesten, a Vigadóban.

## Eredmények
| Versenyszám     | Arany                    | Arany | Ezüst                    | Ezüst | Bronz                     | Bronz |
| --------------- | ------------------------ | ----- | ------------------------ | ----- | ------------------------- | ----- |
| Férfi tőrvívás  | Mészáros Ervin MAC       |       | dr. Porteleky László MAC |       | Akay Alajos Wesselényi VC |       |
| Férfi kardvívás | dr. Porteleky László MAC |       | Szőts Aladár MAC         |       | Mészáros Ervin MAC        |       |